# Aki Berg
Aki-Petteri Arvid Berg (ur. 28 lipca 1977 w Raisio) – fiński hokeista, reprezentant Finlandii, trzykrotny olimpijczyk.

## Kariera
- TPS U20 (1992-1995)
- TPS U18 (1994-1995)
- Kiekko-67 (1993-1995)
- TPS (1994-1995)
- Los Angeles Kings (1995-1995)
  -  Phoenix Roadrunners (1995-1997)
- TPS (1995-1996)
- Los Angeles Kings (1999-2001)
- Toronto Maple Leafs (2001-2004)
- Timrå (2004-2005)
- Toronto Maple Leafs (2005-2006)
- TPS (2006-2011)

Wychowanek klubu TPS. Do 1995 grał głównie w drużynach juniorskich klubu, zaś w seniorskim zespole w fińskiej lidze SM-liiga występował epizodycznie. W drafcie NHL 1995 został wybrany przez Los Angeles Kings z numerem 3 (jako pierwszy Europejczyk). W tym samym roku wyjechał do USA i rozpoczął grę w lidze NHL - najpierw pięć sezonów w Los Angeles (z roczną przerwą na lokaut, gdy grał w TPS), potem pięć niepełnych sezonów w kanadyjskim Toronto (z roczną przerwą na lokaut, gdy grał w szwedzkiej lidze Elitserien. Łącznie rozegrał w NHL dziewięć sezonów, w trakcie których rozegrał 660 meczów. W 2006 powrócił na stałe do ojczyzny i rozegrał ostatnie pięć sezonów w macierzystym klubie TPS, w tym trzy jako kapitan drużyny. Zakończył karierę w dniu swoich 34. urodzin, 28 lipca 2011 z uwagi na kontuzję kolana.
Wielokrotny reprezentant Finlandii. Uczestniczył w turniejach zimowych igrzysk olimpijskich 1998, 2002, 2006, mistrzostw świata w 1999, 2000, 2001, 2003, 2006, 2007 oraz Pucharu Świata 2004.

## Sukcesy
Reprezentacyjne
- Złoty medal mistrzostw Europy juniorów do lat 18: 1995
- Brązowy medal zimowych igrzysk olimpijskich: 1998
- Srebrny medal mistrzostw świata: 1999, 2001, 2007
- Brązowy medal mistrzostw świata: 2000, 2006
- Srebrny medal Pucharu Świata: 2004
- Srebrny medal zimowych igrzysk olimpijskich: 2006

Klubowe
- Srebrny medal Jr. A SM-liiga: 1994 z TPS U20
- Puchar Europy: 1994 z TPS
- Srebrny medal mistrzostw Finlandii: 1994 z TPS
- Złoty medal mistrzostw Finlandii: 1999, 2010 z TPS

Indywidualne
- Mistrzostwa Europy juniorów do lat 18 w 1995: skład gwiazd turnieju

Wyróżnienie
- Galeria Sławy fińskiego hokeja na lodzie